# Gryllacris signifera
Gryllacris signifera är en insektsart som först beskrevs av Stoll, C. 1813.  Gryllacris signifera ingår i släktet Gryllacris och familjen Gryllacrididae.

## Underarter
Arten delas in i följande underarter:
- G. s. padangica
- G. s. signifera
- G. s. niasica
- G. s. mentawiensis
- G. s. enganensis
- G. s. intermedia